# Astragalus subauriculatus
Astragalus subauriculatus är en ärtväxtart som beskrevs av Nikolai Fedorovich Gontscharow. Astragalus subauriculatus ingår i släktet vedlar, och familjen ärtväxter. Inga underarter finns listade i Catalogue of Life.